# 雅各賓 (德弗札克歌劇)

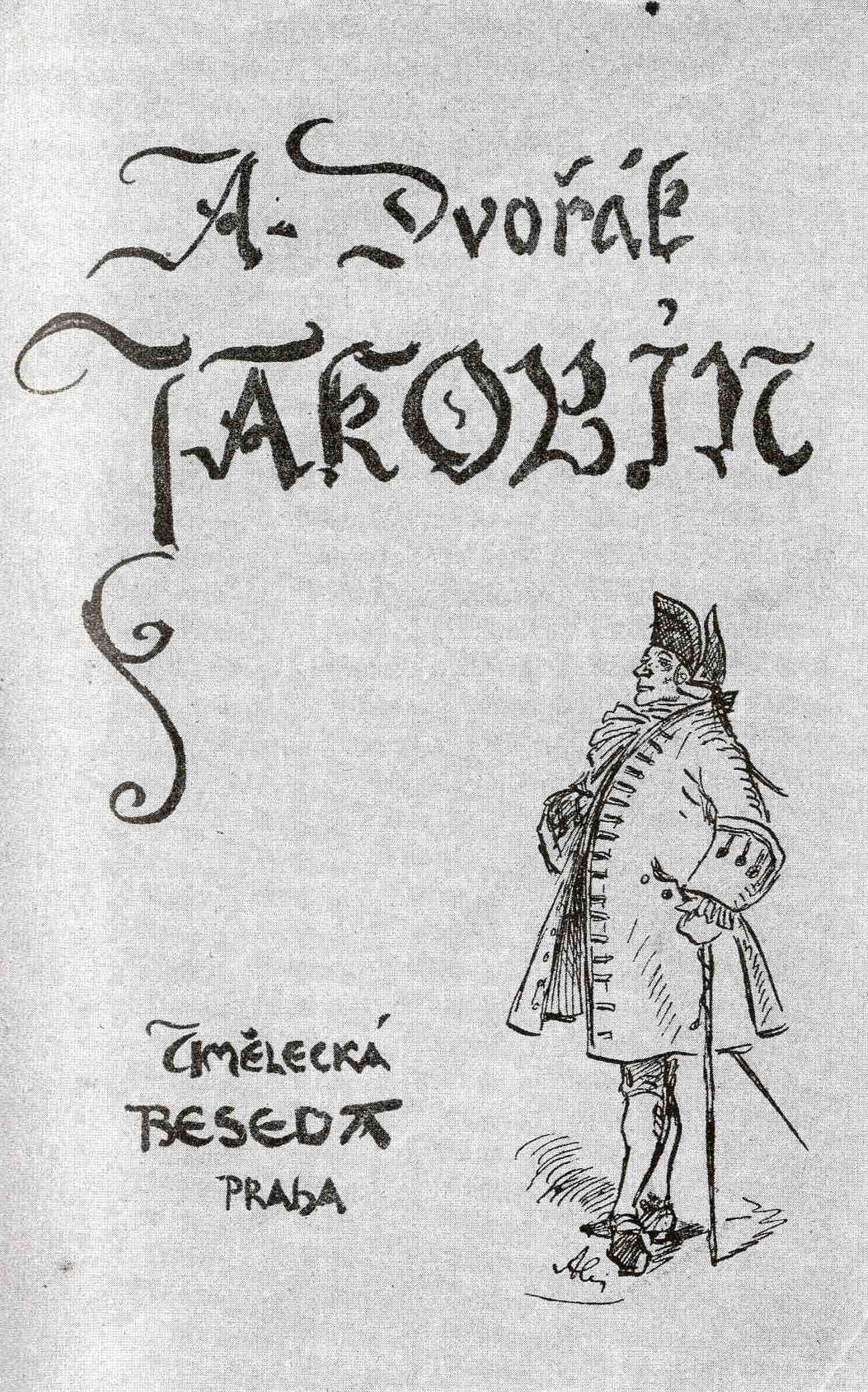
1911年的《雅各宾》钢琴缩谱封面，米古拉斯·阿列什绘

《雅各賓》（捷克語：Jakobín），是安東寧·德弗札克基於瑪麗·賽文可瓦-里各洛瓦原創捷克語劇本而創作的三幕歌劇。賽文可瓦-里各洛瓦是從作家阿洛依斯·伊拉塞克的作品《在公爵庭院》故事中摘錄了一些人物，但設計了自己的故事內容。
第一次演出於1889年在布拉格的國家劇院。1894年，賽文可瓦-里各洛瓦在德弗札克的同意下修改了劇本，特別是最後一幕。德弗札克自己也在1897年修改音樂（修訂的首演是1898年6月19日，由阿道夫·傑赫指揮）。
作曲家對歌劇的主題感到非常的熱情，因為中心角色是音樂老師。德弗札克聯想到他先前的老師安東寧·李曼（Antonin Liehmann），他的女兒名叫特林卡（Terinka），恰好是歌劇中的角色之一。
約翰·克拉帕姆（John Clapham）簡要探討了該部歌劇中捷克音樂風格的存在。H·C·柯里斯將這部歌劇描述為“他的農民戲劇中最微妙和最親密的”，並註意到“從場景中畫出多麼清晰”。

## 歷史
當瑪麗·賽文可瓦-里各洛瓦在1881年10月11日拜訪德弗札克在布拉格的住所時，她發現大師非常高興。他當時正在創作《迪米特里》（Dimitri）第四幕的最後細節草稿，且盼望這部歌劇能在問世後獲得廣大回響。在音樂與好心情下，他想出一個新的企劃並請求她提供一齣喜劇腳本。他希望藉著《頑固的農民》（Pigheaded Peasants）在1881年10月2日延期首演, 接著《迪米特里》後再寫一部喜劇。很快的在首演之後，德弗札克寫信給在內哈尼采的劇作者約塞夫·史托爾巴（Josef Štolba），告訴他們倆合作的成功，並委託他再寫一部新的腳本，但最後卻未能如願。於是最後是由瑪麗·賽文可瓦-里各洛瓦回應德弗札克的請求。
但一個27歲的年輕女子實在不容易發現，藉著歌劇理論去追尋原本某些到目前為止未被提及的題材。所以最初她是絕望的, 但最後卻因一則幸運的報導獲得幫助。在打開的《Osveta》雜誌第11期的一頁，她注意到V. V. Zeleny一篇關於捷克劇本創作的論文，她發現到其中一段特別振奮的文句：「…例如，為什麼不能創作一個整體，且非常有趣又真實的國民歌劇，建構圍繞在學校與樂長在18世紀某個時期的原型呢？」從那時候起，賽文可瓦就堅持這個理念，直到最後決定將整個故事的架構交給德弗札克。
德弗札克在1887年11月10日及1888年3月15日間為第一幕寫作完整的草稿，並在1888年3月21日到1888年6月18日間完成管絃樂配器。然而這樣依照時間順序的排列，無法清楚證明他努力創作的情景。當創作草稿與配器時，德弗札克持續改變幕間劇本結構，詢問他的劇本作者供應他新的題材。例如，他要求她在最初的劇本裡，為第一幕的教堂集會的聖歌增加唱詞及Bohus的愛國歌曲，並做了一些依照音樂上的需要縮短或增加詩句等不錯的改變。
於是，瑪麗經常結束原曲已完成部分的片段做旋律修飾，或重新改寫她的詩句以符合節奏上的需要。像這種在作曲家與劇作家之間相互研究的情形是非常少見的，且在捷克歌劇史上亦是獨一無二的。第二幕的創作情況更加複雜，德弗札克在1888年6月底才開始起草他的樂譜，並繼續為總譜配器直接在完成的樂譜上面。在1888年9月27日他開始創作第三幕，並於1888年11月15日完成。
好幾個月捷克音樂聽眾都在期待德弗札克的新歌劇首演，對此德弗札克顯得相當擔心，因為此時他已經獲得極高的聲譽，且距他之前的歌劇作品《迪米特里》首演已有七年之久，直到實際首演之前在1889年2月11日早晨舉行歌劇的彩排。
雖然《雅各賓》的第一版獲得捷克聽眾與歌劇院保留曲目的成功，德弗札克與他的劇作家都感到有需要增加許多修改，包含一些劇情概念與戲劇藝術觀點。瑪麗沉醉在成功的喜悅中，且受到布拉格國家劇院導演F. F. Subert的鼓勵，德弗札克非常樂意修改並立即開始創作。她改變第二幕的一些細節（例如刪去領主拜訪校長的場景），和大幅度的修改第三幕。
德弗札克承諾發表他重寫的部份於1894年5月，卻因紐約之行受阻，僅管延期不是確定的。1897年2月他譜寫第三幕新的版本，並在該年的6月9日與8月3日間完成總譜。他繼續寫作修改最初兩幕，瑪麗已故的父親Frantisek Ladislav Rieger提供德弗札克在第二幕，Terinka所唱的的歌曲《秋日褐色灌木之愛不再帶來歡樂》。
新版本的首演於1898年6月19日再度由阿道夫·傑赫在布拉格國家劇院指揮，在歡慶之夜留下一個捷克記者們的聚會。當時令人興奮的程度如九年前首演之時：「…大眾的感覺只有欽佩贊賞德弗札克將再度藉由歌劇改寫挑戰自我的創作才華。」事實上新增加的部份之廣，佔歌劇全長的1/3以上，德弗札克並非完全於創作過程中引用新台詞，他也提供新的音樂於某幾個未修改劇本的場景。即使劇中Bohus與Julie著名的二重唱《我倆徘徊異地》立即廣為流傳，也是德弗札克停留在國外創作第二版的期間。《雅各賓》最終完成獲得大眾青睞與許多的演出機會，時至今日與《露莎卡》並列為德弗札克的捷克歌劇作品之最高成就。